# Царевский, Алексей Михайлович
Алексей Михайлович Царе́вский (30 марта 1905, Острогожский уезд, Воронежская губерния — 17 мая 1969, Москва) — видный учёный в области механизации мелиоративных и гидротехнических работ. Доктор технических наук (1965), профессор (1967), член-корреспондент ВАСХНИЛ (1956).

## Биография
Родился 17 (30 марта) 1905 года в селе Николаевка (ныне Острогожский район, Воронежская область.
- В 1931 году окончил Московский институт инженеров водного хозяйства
- 1931—1933: заместитель руководителя сектора механизации ВНИИ гидротехники и мелиорации имени А. Н. Костякова (ВНИИГиМ)
- 1933—1934: инженер по механизации строительных работ Тагилстроя Союзводстроя Наркомата тяжелой промышленности
- 1934—1937: Аспирант ВАСХНИЛ; одновременно (1934—1935) — сотрудник по механизации производства земляных работ Метростроя.
- 1937—1962: Директор (1937—1962), руководитель лаборатории гидромеханизации (1962—1969) ВНИИГиМ.
- С 1956 года — член-корреспондент ВАСХНИЛ.
- В 1965 году защитил докторскую диссертацию
- С 1967 года — профессор

Умер 17 мая 1969 года. Похоронен в Москве на Новодевичьем кладбище (участок № 8).
Брат — Царевский, Михаил Михайлович

## Достижения
Разработчик многих теоретических вопросов мелиорации и гидромеханизации:
- грунтозабора
- гидротранспорта
- намыва гидротехнических сооружений.

Его изобретения в сфере гидромеханизации:
- плавучая землесосная установка
- плавучая землечерпальная установка
- способ послойного намыва грунта
- гидроциклон
- рыхлитель грунта и другие.

Способы намыва сооружений, разработанные Царевским, применялись при строительстве плотин ряда крупных водохранилищ. При перекрытии более чем тридцати рек использовался изобретённый им намывной (безбанкетный) способ.
Под руководством Алексея Михайловича создавались новые конструкции плавучих землесосных установок типа 4ПЗУ, УПМ-1, 8ПЗУ, находящихся в активной эксплуатации до настоящего времени.

## Награды
- Сталинская премия третьей степени (1952) — зам коренное усовершенствование методов производственных работ по очистке оросительных систем
- два ордена Трудового Красного Знамени (1949, 1954)
- орден «Знак Почета» (1945)
- медали
- две Золотые медали ВДНХ
- отличник социалистического сельского хозяйства СССР (1951)
- благодарность ЦИК Совнаркома СССР за участие в строительстве 1 очереди метро.

## Основные труды
- Эксплуатация плавучих землесосных установок / Соавт.: В. И. Попов, Б. И. Пугавко. — М.: Сельхозгиз, 1950. — 54 с.
- Малогабаритная, дизельэлектрическая установка ДЭ-33У: (Конструкция ВНИИГиМ) / Соавт. Б. И. Пугавко; МСХ СССР и др. — М., 1957. — 11 с.
- Система мелиоративных мероприятий в развитии сельского хозяйства Новосибирской области. — М.: Изд-во МСХ СССР, 1958. — 14 с.
- Гидромеханизация мелиоративных работ. — 2-е изд., доп. и испр. — М.: Сельхозиздат, 1963. — 439 с.
- Исследования гидромеханизации мелиоративных работ // Тр. ВНИИ гидротехники и мелиорации. — 1968. — Т. 46. — С. 219—233.
- Усовершенствование гидромеханизации на очистке ирригационных каналов // Докл. ВАСХНИЛ. — 1969. — № 2. — С. 41-43.